# Oxalis dimidiata
Oxalis dimidiata är en harsyreväxtart som beskrevs av J. D. Smith. Oxalis dimidiata ingår i släktet oxalisar, och familjen harsyreväxter. Inga underarter finns listade i Catalogue of Life.